# Calycomyza colombiana
Calycomyza colombiana är en tvåvingeart som beskrevs av Mitsuhiro Sasakawa 1992. Calycomyza colombiana ingår i släktet Calycomyza och familjen minerarflugor.
Artens utbredningsområde är Colombia. Inga underarter finns listade i Catalogue of Life.